# He Lifeng

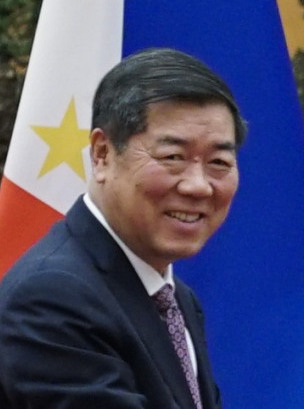
He Lifeng (2019)

He Lifeng (chinesisch 何立峰; * 4. Februar 1955 in Meizhou, Guangdong) ist ein chinesischer Politiker der Kommunistischen Partei Chinas (KPCh), der unter anderem Bürgermeister sowie Parteisekretär verschiedener Städte in der Provinzen Fujian. Er ist seit 2017 Minister und Vorsitzender der Staatlichen Kommission für Entwicklung und Reform im Staatsrat der Volksrepublik China, der bedeutendsten Aufsichtsbehörde für die wirtschaftliche Entwicklung der Volksrepublik.

## Leben
He Lifeng, der zum Han-Volk gehört, wurde im August 1973 im Rahmen des Zhiqing-Programms auf das Land entsandt und nahm seit November 1976 als Arbeiter an Bauprojekten für Staudämme teil. Er begann nach der Prüfung zur höhere Lehranstalt (Gao Kao) 1978 ein grundständiges Studium an der Fakultät für Finanzen an der Xiamen-Universität, das er 1982 beendete. Während dieser Zeit wurde er 1981 Mitglied der Kommunistischen Partei Chinas (KPCh). Nachdem er von 1982 bis 1984 ein postgraduales Studium an der Xiamen-Universität abgeschlossen hatte, war er zwischen 1985 und 1990 zunächst stellvertretender Direktor und zuletzt Direktor des Finanzamtes von Xiamen. Er war danach zwischen 1990 und 1992 Sekretär des Parteikomitees des Stadtbezirks Xinglin in Xiamen und fungierte von 1992 bis 1996 als Vize-Bürgermeister von Xiamen.
1996 übernahm He Lifeng den Posten als Bürgermeister der bezirksfreien Stadt Quanzhou und bekleidete diesen bis 1998. Daraufhin fungierte er von 1998 bis 2000 als Sekretär des Parteikomitees von Quanzhou sowie zwischen 2000 und 2005 als Sekretär des Parteikomitees der ebenfalls in der Provinz Fujian gelegenen bezirksfreien Stadt Fuzhou, ehe er von 2005 bis 2009 Sekretär des Parteikomitees der Provinzunmittelbaren Stadt Xiamen. Auf dem XVII. Parteitag der KPCh (15. bis 21. Oktober 2007) wurde er erstmals Kandidat des Zentralkomitees (ZK) und als solcher auf dem XVIII. Parteitag der KPCh (8. bis 14. November 2012) wiedergewählt. Er war als Nachfolger von Xing Yuanmin zwischen 2009 und seiner Ablösung durch Wang Dongfeng 2012 stellvertretender Sekretär des Parteikomitees der regierungsunmittelbaren Stadt Tianjin. Anschließend fungierte er von Juni 2014 bis Februar 2017 als stellvertretender Direktor der Staatlichen Kommission für Entwicklung und Reform im Range eines Vize-Ministers.
2017 wurde He Lifeng als Nachfolger von Xu Shaoshi als Minister und Vorsitzender der Staatlichen Kommission für Entwicklung und Reform im Staatsrat der Volksrepublik China, der bedeutendsten Aufsichtsbehörde für die wirtschaftliche Entwicklung der Volksrepublik. Er gilt als Vertrauter des Generalsekretärs der Kommunistischen Partei Chinas und Staatspräsidenten der Volksrepublik China Xi Jinping, so dass seine Ernennung als Zeichen dafür gilt, dass Xi Jinping seine Macht innerhalb der Regierung weiter festigt. Auf dem XIX. Parteitag der KPCh (18. bis 25. Oktober 2017) wurde er zudem Mitglied des ZK der KPCh. Seit 2018 ist er des Weiteren einer der Vize-Vorsitzenden der Politischen Konsultativkonferenz des chinesischen Volkes (PKKCV).